# Iwona Taszkun
Iwona Lidia Taszkun – polska lekarka weterynarii, doktor habilitowany nauk weterynaryjnych.

## Kariera naukowa
W 1984 roku uzyskała tytuł lekarza weterynarii, nadanego przez Uniwersytet Przyrodniczy w Lublinie. 
23 listopada 1995 roku ukończyła studia doktoranckie na kierunku nauki weterynaryjne na Wydziale Medycyny Weterynaryjnej Uniwersytetu Przyrodniczego w Lublinie na podstawie pracy pt. Badania nad rolą pałeczki Erwinia herbicola w etiopatogenezie naturalnych przypadków alveolitis allergica u bydła.
Od 1984 roku zatrudniona jest w Uniwersytecie Warmińsko-Mazurskim w Olsztynie.
24 kwietnia 2014 roku uzyskała stopień doktora habilitowanego nauk weterynaryjnych w dyscyplinie weterynarii na Wydziale Medycyny Weterynaryjnej Uniwersytetu Przyrodniczego w Lublinie na podstawie rozprawy pt. Wybrane parametry systemowej odpowiedzi immunologicznej u psów z atopowym zapaleniem skóry i ich przydatność w diagnostyce oraz terapii.

## Publikacje
- 2006: Dermatophylosis in a horse – a case report.
- 2006: Zmiany histopatologiczne skóry w chorobach alergicznych u psów.
- 2008: Ocena subpopulacji CD4 i CD8 limfocytów krwi obwodowej psów chorujących na ztopowe zapalenie skóry.
- 2008: Results from intradermal allergy tests performed in dogs with atopic dermatitis in 2007.
- 2009: Results from inradermal allergy tests performed in dogs with atopic dermatitis in 2007-2008.
- 2009: Evaluation of clinical cases of canine otitis external in year 2004-2008.
- 2010: Ocena konsystencji kału psów żywionych wybranych komercyjną suchą karmą bytową.
- 2012: Wybrane parametry systemowej odpowiedzi immunologicznej u psów z atopowym zapaleniem skóry i ich przydatność w diagnostyce oraz terapii.

Opracowano na podstawie źródła:.